# Кетлеры
Ке́ттлеры (нем. Ketteler) — вестфальский дворянский род. С 1561 по 1737 год — род герцогов Курляндских и Земгальских.

## История рода
Ведут своё происхождение от министериалов. Первый представитель рода — замковый слуга Ламберт из Гюстена упоминается в документах 1210 года. Его преемник, Конрад Гюстенский, предстаёт в документах 1318 года под именем dictus Keteler, что означает котельщик. В 1440 году представитель рода Госвин фон Кеттлер заложил новый замок в Ассене и основал боковую ветвь Кеттлеров — «Кеттлеры из нового Ассена». Так же, он сменил родовой герб с серебряным щитом на новый, с золотым. К 1386 году основная ветвь Кеттлеров была вассалами графов Арнсбергских.
Род баронов фон-Кетлер (Кеттелер) принадлежит к древнему прибалтийскому дворянству и внесён, в 1743 году, в матрикул курляндского дворянства. В конце XVIII столетия род этот угас и фамилия фон-Кетлер перешла к роду фон-Ашеберг.

## Герцоги Курляндские
Герцоги Кеттлеры насчитывали 5 поколений. Готхард Кетлер, представитель в IV поколении боковой линии рода был последним магистром Ливонского ордена и первым герцогом Курляндским и Семигальским. В 1654 году герцог Якоб получил для себя и своих потомков титул имперского князя Священной Римской империи. Полный титул герцогов Курляндских из рода Кеттлеров звучал так: «Божей милостью, герцог Курляндии и Семигалии в Ливонии». Члены рода связали себя брачными узами c правящими европейскими домами: Мекленбурги, Гогенцоллерны, Грифичи, Нассау, Романовы и Веттины. Всего Кеттлеры дали Курляндии 7 герцогов:
- Готхард Кетлер 1561—1587, жена Анна Мекленбург-Гюстровская
- Фридрих 1587—1642 и Вильгельм 1587—1616, сыновья Готхарда.
- Якоб 1642—1682, сын Вильгельма, жена Луиза Шарлотта Бранденбургская.
- Фридрих (II) Казимир 1682—1698, сын Якоба, 2-я жена Елизавета София Бранденбургская
- Фридрих (III) Вильгельм 1698—1711, сын Фридриха Казимира, женат на Анне Иоановне.
- Фердинанд 1711—1737, сын Якоба, дядя Фридриха Вильгельма

Мужская линия оборвалась на Фердинанде Кетлере. Последняя представительница курляндских Кетлеров, Амалия Луиза Кеттлер, скончалась в 1750 году.